# Categoría Primera A 1957
Die Categoría Primera A 1957 war die zehnte Austragung der kolumbianischen Fußballmeisterschaft. Die Meisterschaft konnte zum zweiten Mal Independiente Medellín gewinnen. Vizemeister wurde Deportes Tolima. Torschützenkönig wurde der Argentinier José Vicente Grecco von Independiente Medellín mit 30 Toren. Die Spielzeit begann am 31. März 1957 und endete am 30. März 1958.
Es nahmen 12 Mannschaften teil, dieselben des Vorjahrs. Nur Libertad verschwand nach nur einer Spielzeit.
Die Meisterschaft 1957 waren eine der längsten in der Geschichte des kolumbianischen Fußballs. Zunächst spielten alle Mannschaften in Hin- und Rückspielen gegeneinander. Diese Ligaphase konnte Independiente Medellín gewinnen. Danach sollten die besten acht Mannschaften eine zweite Runde spielen. Diese wurde allerdings nach drei Spieltagen abgebrochen, da die anderen Mannschaften Protest einlegten. Danach wurden zwei Sechsergruppen ausgelost, deren beiden Gewinner, Cúcuta Deportivo und Deportes Tolima, ein Finale spielten. Der Gewinner dieses Finales, Cúcuta Deportivo, spielte gegen Independiente Medellín den Meister aus. Kurioserweise wurde Cúcuta nicht Vizemeister, sondern musste gegen Tolima den Vizemeister ausspielen und verlor. Somit wurde Deportes Tolima Zweiter, ohne das Finale gespielt zu haben.

## Teilnehmer
Die folgenden Vereine nahmen an der Spielzeit 1957 teil.
| Mannschaft                                          | Stadt       | Departamento       |
| --------------------------------------------------- | ----------- | ------------------ |
| América de Cali                                     | Cali        | Valle del Cauca    |
| Atlético Nacional                                   | Medellín    | Antioquia          |
| Atlético Bucaramanga                                | Bucaramanga | Santander          |
| Boca Juniors de Cali                                | Cali        | Valle del Cauca    |
| Cúcuta Deportivo                                    | Cúcuta      | Norte de Santander |
| Independiente Santa Fe                              | Bogotá      | Bogotá             |
| Unión Magdalena                                     | Santa Marta | Magdalena          |
| Independiente Medellín                              | Medellín    | Antioquia          |
| Millonarios                                         | Bogotá      | Bogotá             |
| Deportivo Pereira                                   | Pereira     | Caldas 1           |
| Deportes Quindío                                    | Armenia     | Caldas 1           |
| Deportes Tolima                                     | Ibagué      | Tolima             |
| 1 Quindío und Risaralda wurden erst 1966 gegründet. |             |                    |

## Erste Runde
| Pl. | Verein                 | Sp. | S  | U | N  | Tore    | Diff. | Punkte |
| --- | ---------------------- | --- | -- | - | -- | ------- | ----- | ------ |
| 1.  | Independiente Medellín | 22  | 16 | 4 | 2  | 069:310 | +38   | 36:80  |
| 2.  | Boca Juniors de Cali   | 22  | 12 | 5 | 5  | 043:260 | +17   | 29:15  |
| 3.  | Deportes Quindío (M)   | 22  | 10 | 4 | 8  | 034:300 | +4    | 24:20  |
| 4.  | Deportivo Pereira      | 22  | 9  | 6 | 7  | 042:510 | −9    | 24:20  |
| 5.  | Cúcuta Deportivo       | 22  | 7  | 8 | 7  | 037:380 | −1    | 22:22  |
| 6.  | Unión Magdalena        | 22  | 7  | 7 | 8  | 032:320 | ±0    | 21:23  |
| 7.  | Santa Fe               | 22  | 7  | 7 | 8  | 052:520 | ±0    | 21:23  |
| 8.  | Deportes Tolima        | 22  | 7  | 6 | 9  | 041:470 | −6    | 20:24  |
| 9.  | América de Cali        | 22  | 8  | 3 | 11 | 039:460 | −7    | 19:25  |
| 10. | Atlético Nacional      | 24  | 8  | 5 | 11 | 031:410 | −10   | 21:27  |
| 11. | Atlético Bucaramanga   | 24  | 8  | 4 | 12 | 028:370 | −9    | 20:28  |
| 12. | Millonarios (P)        | 22  | 4  | 7 | 11 | 025:420 | −17   | 15:29  |

| (M) | Meister 1956: Deportes Quindío |
| (P) | Pokalsieger 1956: Millonarios  |

## Zweite Runde (abgebrochen)
| Pl. | Verein                 | Sp. | S | U | N | Tore    | Diff. | Punkte |
| --- | ---------------------- | --- | - | - | - | ------- | ----- | ------ |
| 1.  | Independiente Medellín | 3   | 3 | 0 | 0 | 013:400 | +9    | 06:0   |
| 2.  | Deportes Quindío (M)   | 2   | 2 | 0 | 0 | 003:100 | +2    | 04:0   |
| 3.  | Unión Magdalena        | 2   | 1 | 1 | 0 | 004:200 | +2    | 03:10  |
| 4.  | Deportivo Pereira      | 3   | 1 | 0 | 2 | 006:600 | ±0    | 02:40  |
| 5.  | Santa Fe               | 2   | 0 | 1 | 1 | 004:500 | −1    | 01:30  |
| 6.  | Deportes Tolima        | 1   | 0 | 0 | 1 | 000:100 | −1    | 0:20   |
| 7.  | Boca Juniors de Cali   | 1   | 0 | 0 | 1 | 000:200 | −2    | 0:20   |
| 8.  | Cúcuta Deportivo       | 2   | 0 | 0 | 2 | 002:110 | −9    | 0:40   |

| (M) | Meister 1956: Deportes Quindío |

## Zweite Runde (Sechsergruppen)

### Gruppe A
| Pl. | Verein                 | Sp. | S | U | N | Tore    | Diff. | Punkte |
| --- | ---------------------- | --- | - | - | - | ------- | ----- | ------ |
| 1.  | Independiente Medellín | 10  | 5 | 2 | 3 | 024:160 | +8    | 12:80  |
| 2.  | Deportivo Pereira      | 10  | 5 | 2 | 3 | 023:180 | +5    | 12:80  |
| 3.  | Deportes Tolima        | 10  | 4 | 4 | 2 | 022:190 | +3    | 12:80  |
| 4.  | Deportes Quindío (M)   | 10  | 2 | 6 | 2 | 018:180 | ±0    | 10:10  |
| 5.  | Atlético Nacional      | 10  | 3 | 3 | 4 | 017:160 | +1    | 09:11  |
| 6.  | Unión Magdalena        | 10  | 0 | 5 | 5 | 010:270 | −17   | 05:15  |

| (M) | Meister 1956: Deportes Quindío |

#### Ermittlung des Gruppensiegers
| Pl. | Verein                 | Sp. | S | U | N | Tore    | Diff. | Punkte |
| --- | ---------------------- | --- | - | - | - | ------- | ----- | ------ |
| 1.  | Deportes Tolima        | 4   | 2 | 1 | 1 | 008:600 | +2    | 05:30  |
| 2.  | Deportivo Pereira      | 4   | 2 | 1 | 1 | 007:600 | +1    | 05:30  |
| 3.  | Independiente Medellín | 4   | 1 | 0 | 3 | 005:800 | −3    | 02:60  |

### Gruppe B
| Pl. | Verein               | Sp. | S | U | N | Tore    | Diff. | Punkte |
| --- | -------------------- | --- | - | - | - | ------- | ----- | ------ |
| 1.  | Cúcuta Deportivo     | 10  | 6 | 2 | 2 | 019:140 | +5    | 14:60  |
| 2.  | Atlético Bucaramanga | 10  | 5 | 2 | 3 | 015:900 | +6    | 12:80  |
| 3.  | Santa Fe             | 10  | 4 | 2 | 4 | 014:120 | +2    | 10:10  |
| 4.  | Millonarios (P)      | 10  | 4 | 2 | 4 | 013:150 | −2    | 10:10  |
| 5.  | Boca Juniors de Cali | 10  | 3 | 2 | 5 | 010:140 | −4    | 08:12  |
| 6.  | América de Cali      | 10  | 3 | 0 | 7 | 010:170 | −7    | 06:14  |

| (P) | Pokalsieger 1956: Millonarios |

### Finale der zweiten Runde
| Datum   |                  | Ergebnis |                  | Ort    |
| ------- | ---------------- | -------- | ---------------- | ------ |
|         | Cúcuta Deportivo | 1:0      | Deportes Tolima  | Cúcuta |
|         | Deportes Tolima  | 2:1      | Cúcuta Deportivo | Ibagué |
| Gesamt: | Cúcuta Deportivo | 2:2      | Deportes Tolima  |        |

#### Entscheidungsspiel
| Datum |                 | Ergebnis |                  | Ort      |
| ----- | --------------- | -------- | ---------------- | -------- |
|       | Deportes Tolima | 1:1      | Cúcuta Deportivo | Medellín |

| Nach einem Entscheidungsspiel, das unentschieden ausging, wurde Cúcuta Deportivo zum Sieger erklärt. |

## Finale
| Datum      |                        | Ergebnis |                        | Ort      |
| ---------- | ---------------------- | -------- | ---------------------- | -------- |
| 19.03.1958 | Cúcuta Deportivo       | 3:4      | Independiente Medellín | Cúcuta   |
| 23.03.1958 | Independiente Medellín | 4:0      | Cúcuta Deportivo       | Medellín |
| Gesamt:    | Cúcuta Deportivo       | 3:8      | Independiente Medellín |          |

| damit wurde Independiente Medellín Meister |

## Spiel um Platz 2
| Datum   |                  | Ergebnis |                  | Ort    |
| ------- | ---------------- | -------- | ---------------- | ------ |
|         | Cúcuta Deportivo | 3:2      | Deportes Tolima  | Cúcuta |
|         | Deportes Tolima  | 2:0      | Cúcuta Deportivo | Tolima |
| Gesamt: | Cúcuta Deportivo | 3:4      | Deportes Tolima  |        |

| damit erreichte Deportes Tolima den zweiten Platz |

## Gesamttabelle
| Pl. | Verein                 | Sp. | S  | U  | N  | Tore    | Diff. | Punkte |
| --- | ---------------------- | --- | -- | -- | -- | ------- | ----- | ------ |
| 1.  | Independiente Medellín | 41  | 27 | 6  | 8  | 119:620 | +57   | 60:22  |
| 2.  | Deportivo Pereira      | 39  | 17 | 9  | 13 | 078:810 | −3    | 43:35  |
| 3.  | Deportes Tolima        | 42  | 15 | 12 | 15 | 078:790 | −1    | 42:42  |
| 4.  | Cúcuta Deportivo       | 41  | 15 | 11 | 15 | 067:780 | −11   | 41:41  |
| 5.  | Deportes Quindío (M)   | 34  | 14 | 10 | 10 | 055:490 | +6    | 38:30  |
| 6.  | Boca Juniors de Cali   | 33  | 15 | 7  | 11 | 053:420 | +11   | 37:29  |
| 7.  | Santa Fe               | 34  | 11 | 10 | 13 | 070:690 | +1    | 32:36  |
| 8.  | Unión Magdalena        | 34  | 8  | 13 | 13 | 046:610 | −15   | 29:39  |
| 9.  | Atlético Bucaramanga   | 32  | 11 | 6  | 15 | 043:460 | −3    | 28:36  |
| 10. | Atlético Nacional      | 32  | 9  | 8  | 15 | 048:570 | −9    | 26:38  |
| 11. | América de Cali        | 32  | 11 | 3  | 18 | 049:630 | −14   | 25:39  |
| 12. | Millonarios (P)        | 32  | 8  | 9  | 15 | 038:570 | −19   | 25:39  |

| (M) | Meister 1956: Deportes Quindío |
| (P) | Pokalsieger 1956: Millonarios  |

## Torschützenliste
Bei gleicher Anzahl von Treffern sind die Spieler alphabetisch geordnet.
| Pl. | Spieler             | Mannschaft             | Tore |
| --- | ------------------- | ---------------------- | ---- |
| 1.  | José Vicente Grecco | Independiente Medellín | 30   |
| 2.  | Jaime Gutiérrez     | Independiente Medellín | 23   |
| 2.  | Walter Marcolini    | Deportes Quindío       | 23   |